# Маннай
Маннай (кит. упр. 茫崖, пиньинь Mángyá, палл. Манъя) — городской уезд Хайси-Монгольско-Тибетского автономного округа провинции Цинхай (КНР).

## География
Территорию уезда занимают горный массив Хэйду и пустыни.

## История
Изначально это была безлюдная местность. В 1954 году здесь была обнаружена нефть. В 1956 году был создан Рабочий район Маннай (茫崖工区), а в 1959 году образовался город Лэнху. В 1964 году и Маннай, и Лэнху стали посёлками. В 1984 году посёлок Маннай был преобразован в Административный комитет Маннай (茫崖行委), а в 1992 году посёлок Лэнху стал Административным комитетом Лэнху (冷湖行委).
22 февраля 2018 года административные комитеты Маннай и Лэнху были объединены в городской уезд Маннай.

## Экономика
Имеются месторождения нефти, лития, калия и мирабилита.

## Достопримечательности
- Солёное озеро Фэйцуй[3]